# Premio Europa per il teatro
Il Premio Europa per il Teatro (PET) è un riconoscimento teatrale europeo.

## Storia del Premio Europa per il Teatro
Il Premio Europa per il teatro nasce nel 1986 (la prima edizione avrà luogo nel 1987), come progetto pilota della Commissione europea presieduta da Jacques Delors con il primo Commissario Europeo alla Cultura Carlo Ripa di Meana, su idea del Segretario Generale del Premio, Alessandro Martinez. Il PET è un riconoscimento da assegnare a quelle personalità o istituzioni teatrali che abbiano "contribuito alla realizzazione di eventi culturali determinanti per la comprensione e la conoscenza tra i popoli". In quegli anni un impulso alla sua creazione viene anche da Melina Merkouri, che fu madrina del Premio, e da Jack Lang, allora Ministro francese della Cultura ed attuale Presidente del Premio. Dal 2002, il Premio Europa per il Teatro, per le sue attività ed il suo ruolo, è stato riconosciuto dal Parlamento e dal Consiglio europeo come Organizzazione di interesse culturale europeo.
Nel 1987, la prima giuria internazionale è stata presieduta da Irene Papas. Dopo le prime nove edizioni a Taormina, il Premio Europa per il Teatro è diventato itinerante e realizzato come evento speciale in tutte le città ospitanti. Nel 2006 si è svolto a Torino su richiesta del Comitato Olimpico e del Comune di Torino, e nel 2007 - 2008 a Salonicco, Grecia, per volontà dell'allora Primo Ministro. L'edizione del 2009 si è svolta a Breslavia, Polonia su espressa richiesta del Sindaco di Breslavia e del Ministro polacco della Cultura, in occasione delle celebrazioni dell'anno 2009 dichiarato dall'UNESCO "Anno Grotowski". La XIV edizione del Premio Europa per il Teatro ha avuto luogo dal 12 al 17 aprile 2011 in Russia, a San Pietroburgo sotto il sostegno ed il patrocinio del Governo russo con il suo Ministero della Cultura ed il Governo della Città di San Pietroburgo.
Il XV Premio Europa per il Teatro si è svolto a Craiova, in Romania, in continuità con il prestigioso International Shakespeare Festival. Questa edizione del Premio è stata patrocinata dalla Città di Craiova che ha voluto riunire i due eventi, e organizzata in cooperazione con la Fondazione Shakespeare e con il Teatro Nazionale "Marin Sorescu" ai quali si è aggiunto il contributo dell'Istituto Rumeno di Cultura. Nel 2017 la XVI edizione del Premio Europa per il Teatro ritorna in Italia, a Roma, chiudendo idealmente l'anniversario dei 60 anni dai Trattati di Roma, e aprendo l'anno europeo del patrimonio culturale 2018 in qualità di prima iniziativa. Queste celebrazioni coincidono con il 30º anniversario del PET, la prima iniziativa culturale nel campo dello spettacolo lanciata dalla Comunità Europea.
Nel novembre del 2018 il Premio Europa per il Teatro torna per la seconda volta a San Pietroburgo, in Russia, grazie al sostegno e al patrocinio del Ministero della Cultura della Federazione Russa e del Governo della Città, ed è inserito all'interno del VII Forum Internazionale della Cultura di San Pietroburgo come evento di punta tra le manifestazioni teatrali. Il Teatro-Festival Baltic House di San Pietroburgo presenta la XVII edizione del Premio, collabora alla realizzazione dell'evento, lo supporta e organizza in Russia, oltre a ospitare diversi spettacoli in programma. Si tratta allo stato attuale dell'ultima edizione svoltasi del Premio.
Fin dalle sue prime edizioni, il PET collabora con l'Unione dei Teatri d'Europa (UTE), organismo associato, unione fondata da François Mitterrand e Giorgio Strehler, il quale ha fortemente voluto la cooperazione con il PET fin dalla creazione dell'UTE, e con gli altri organismi associati: l'Associazione Internazionale Critici di Teatro (AICT - IATC), l'Instituto Internacional del Teatro del Mediterraneo (IITM), l'International Theatre Institute UNESCO (ITI - UNESCO), l'European Festivals Association (EFA), l'European Theatre Convention (ETC) e l'Unione delle Accademie e Scuole di Teatro d'Europa (E:UTSA), che solitamente svolgono le loro Assemblee Generali e/o riunioni durante la manifestazione.

## Obiettivi
Ogni edizione del PET è preceduta dal lavoro di una Giuria internazionale che assegna, tra gli altri, due riconoscimenti: il Premio Europa per il Teatro, alla carriera, ed il Premio Europa Realtà Teatrali (PERT), istituito dalla terza edizione della manifestazione ed ispirato alla volontà di incoraggiare tendenze innovative ed iniziative emergenti nel teatro europeo.
Il Premio Europa per il Teatro non si configura quale evento puramente celebrativo, ma basa la sua peculiarità su aspetti tra loro inscindibili quali: il rituale simbolico del Premio, l'attività di riflessione e di studio sull'opera dei premiati e l'impatto diretto con i processi creativi del lavoro teatrale che trovano la massima espressione negli spettacoli. La manifestazione, infatti, dedica ai premiati, nell'arco di una settimana, convegni ed incontri con gli artisti premiati (pubblicati successivamente in una collana di libri bilingue in inglese e francese), workshop, spettacoli, anteprime mondiali/internazionali, mostre, video e stage. Tra i meriti riconosciuti al PET vi è anche quello di contribuire all'integrazione tra differenti forme d'arte (teatro, musica, danza, cinema, arti visive) e di proporre una visione del teatro capace di superare non soltanto barriere artistiche e di "genere", ma anche geografiche e linguistiche, dando rilievo, in particolare, sin dalle prime edizioni, ad artisti e teatri che l'Europa, gli assetti politici e le chiusure del passato potevano far considerare distanti o minoritari. Può dare la misura dei criteri adottati dalla Giuria l'elenco dei vincitori del Premio Europa per il Teatro: Mnouchkine, Brook, Strehler, Mueller, Wilson, Ronconi, Bausch, Dodin, Piccoli, Pinter, Lepage, Zadek, Chéreau, Lupa, Stein, Ek, Huppert, Irons, Fokin.
Il Premio negli anni ha avuto uno sviluppo progressivo divenendo un appuntamento abituale per tutto il teatro mondiale; esso è seguito - cosa non comune per un evento teatrale - da circa cinquecento tra giornalisti e critici dei principali giornali, radio, TV e internet provenienti da tutta Europa e dai paesi del resto del mondo. Nelle varie edizioni del Premio Europa per il Teatro, hanno scritto svariati articoli testate e media internazionali.

## Edizioni
Prima edizione
Tenutasi a Taormina l'8 agosto 1987
- I Premio Europa per il Teatro assegnato a Ariane Mnouchkine e il Théâtre du Soleil [ Francia]
  - Premio Speciale della Presidenza a Melina Merkouri [ Grecia]

Seconda edizione
Tenutasi a Taormina dal 5 al 7 maggio 1989
- II Premio Europa per il Teatro assegnato a Peter Brook [ Regno Unito/ Francia]

Terza edizione
Tenutasi a Taormina dal 25 al 27 maggio 1990
- III Premio Europa per il Teatro assegnato a Giorgio Strehler [ Italia]
- I Premio Europa Realtà Teatrali assegnato a Anatolij Vassil'ev [ Unione Sovietica]

Quarta edizione
Tenutasi a Taormina dal 9 all'11 dicembre 1994
- IV Premio Europa per il Teatro assegnato a Heiner Müller [ Germania]
- II Premio Europa Realtà Teatrali assegnato a Giorgio Barberio Corsetti [ Italia], Els Comediants [ Spagna] ed Eimuntas Nekrošius [ Lituania]

Quinta edizione
Tenutasi a Taormina dal 3 al 6 gennaio 1997
- V Premio Europa per il Teatro assegnato a Robert Wilson [ Stati Uniti]
- III Premio Europa Realtà Teatrali assegnato alla Compagnia della Fortezza (Armando Punzo) [ Italia] ed al Théâtre de Complicité (Simon McBurney) [ Regno Unito]

Sesta edizione
Tenutasi a Taormina dal 17 al 19 aprile 1998
- VI Premio Europa per il Teatro assegnato a Luca Ronconi [ Italia]
  - Premio Speciale a Václav Havel [ Rep. Ceca]
- IV Premio Europa Realtà Teatrali assegnato a Christoph Marthaler [ Svizzera]

Settima edizione
Tenutasi a Taormina dal 6 al 9 maggio 1999
- VII Premio Europa per il Teatro assegnato a Pina Bausch [ Germania]
- V Premio Europa Realtà Teatrali assegnato al Royal Court Theatre (Sarah Kane, Mark Ravenhill, Jez Butterworth, Conor McPherson, Martin McDonagh) [ Regno Unito]

Ottava edizione
Tenutasi a Taormina dal 6 al 9 aprile 2000
- VIII Premio Europa per il Teatro assegnato a Lev Dodin [ Russia]
  - Premio Speciale al BITEF - Belgrade International Theatre Festival (Jovan Ćirilov) [ Serbia]
  - Menzione Speciale a Ibrahim Spahić [ Bosnia ed Erzegovina]
- VI Premio Europa Realtà Teatrali assegnato al Theatergroep Hollandia (Johan Simons, Paul Koek) [ Paesi Bassi], a Thomas Ostermeier [ Germania] e alla Socìetas Raffaello Sanzio (Romeo Castellucci, Chiara Guidi) [ Italia]

Nona edizione
Tenutasi a Taormina dal 5 all'8 aprile 2001
- IX Premio Europa per il Teatro assegnato a Michel Piccoli [ Francia]
- VII Premio Europa Realtà Teatrali assegnato a Heiner Goebbels [ Germania] e a Alain Platel [ Belgio]

Decima edizione
Tenutasi a Torino dal 8 al 2 marzo 2006
- X Premio Europa per il Teatro assegnato ad Harold Pinter [ Regno Unito]
- VIII Premio Europa Realtà Teatrali assegnato a Oskaras Koršunovas [ Lituania] e a Josef Nadj [ Serbia/ Ungheria]

Undicesima edizione
Tenutasi a Salonicco dal 26 al 29 aprile 2007
- XI Premio Europa per il Teatro assegnato ex aequo a Robert Lepage [ Canada] e a Peter Zadek [ Germania]
- IX Premio Europa Realtà Teatrali assegnato a Alvis Hermanis [ Lettonia] e a Biljana Srbljanovic [ Serbia]

Dodicesima edizione
Tenutasi a Salonicco dal 10 al 13 aprile 2008
- XII Premio Europa per il Teatro assegnato Patrice Chéreau [ Francia]
- X Premio Europa Realtà Teatrali assegnato a Rimini Protokoll (Helgard Haug, Stefan Kaegi, Daniel Wetzel) [ Germania/ Svizzera], Krzysztof Warlikowski [ Polonia] e Sasha Waltz [ Germania]
  - Menzione speciale al Belarus Free Theatre [ Bielorussia]

Tredicesima edizione
Tenutasi a Breslavia dal 31 marzo al 5 aprile 2009.
- XIII Premio Europa per il Teatro assegnato a Krystian Lupa [ Polonia]
- XI Premio Europa Realtà Teatrali assegnato a Guy Cassiers [ Belgio], Pippo Delbono [ Italia], Rodrigo García [ Argentina/ Spagna], Arpád Schilling [ Ungheria] e a François Tanguy col Théâtre du Radeau [ Francia]

Quattordicesima edizione
Tenutasi a San Pietroburgo dal 12 al 17 aprile 2011
- XIV Premio Europa per il Teatro assegnato a Peter Stein [ Germania]
  - Premio Speciale a Jurij Ljubimov [ Russia]
- XII Premio Europa Realtà Teatrali assegnato a Viliam Docolomansky [ Slovacchia/ Rep. Ceca], Katie Mitchell [ Regno Unito], Andrey Moguchiy [ Russia], Kristian Smeds [ Finlandia], Teatro Meridional [ Portogallo], Vesturport Theatre [ Islanda]

Quindicesima edizione
Tenutasi a Craiova dal 23 al 26 aprile 2016
- XV Premio Europa per il Teatro assegnato a Mats Ek [ Svezia]
  - Premio Speciale a Silviu Purcarete [ Romania]
- XIII Premio Europa Realtà Teatrali assegnato a Viktor Bodó [ Ungheria], Andreas Kriegenburg [ Germania], Juan Mayorga [ Spagna], National Theatre of Scotland [ Regno Unito], Joël Pommerat [ Francia]

Sedicesima edizione
Tenutasi a Roma dal 12 al 17 dicembre 2017
- XVI Premio Europa per il Teatro assegnato a Isabelle Huppert [ Francia] e a Jeremy Irons [ Regno Unito]
  - Premio Speciale a Wole Soyinka [ Nigeria]
  - Menzione Speciale a Fadhel Jaibi [ Tunisia]
- XIV Premio Europa Realtà Teatrali assegnato a Susanne Kennedy [ Germania], Jernej Lorenci [ Slovenia], Yael Ronen [ Israele], Alessandro Sciarroni [ Italia], Kirill Serebrennikov [ Russia], Theatre NO99 [ Estonia]
  - Premio Speciale a Dimitris Papaioannou [ Grecia]

Diciassettesima edizione
Tenutasi a San Pietroburgo dal 13 al 17 novembre 2018
- XVII Premio Europa per il Teatro assegnato a Valerij Fokin [ Russia]
  - Premio Speciale a Nuria Espert [ Spagna]
- XV Premio Europa Realtà Teatrali assegnato a Sidi Larbi Cherkaoui [ Belgio/ Marocco], Cirkus Cirkör (Tilde Björfors) [ Svezia], Julien Gosselin [ Francia], Jan Klata [ Polonia], Milo Rau [ Svizzera], Tiago Rodrigues [ Portogallo]

## Pubblicazioni
Oltre alla pubblicazione di un catalogo ad ogni edizione del Premio Europa, una collana di volumi raccoglie gli atti dei convegni con testimonianze sui profili e le opere dei premiati e gli atti delle iniziative collaterali della manifestazione. I titoli finora pubblicati sono:
- Gli anni di Peter Brook. L'opera di un maestro raccontata al Premio Europa per il teatro, a cura di Georges Banu e Alessandro Martinez, Ubulibri (I libri bianchi), Milano, 1990. ISBN 8877481005
- Giorgio Strehler o la passione teatrale. L'opera di un maestro raccontata da lui stesso al 3º Premio Europa per il teatro, a cura di Renzo Tian, Alessandro Martinez, Franco Quadri, Ubulibri (I libri bianchi), 1998. ISBN 9788877481948
- Heiner Müller. Riscrivere il teatro. L’opera di un maestro raccontata da lui stesso al 4º Premio Europa per il Teatro a Taormina Arte, a cura di Franco Quadri e Alessandro Martinez, Ubulibri (I libri bianchi), 1999. ISBN 9788877481900
- Robert Wilson o il teatro del tempo. L'opera di un maestro raccontata da lui stesso al 5º Premio Europa per il teatro a Taormina arte, a cura di Franco Quadri e Alessandro Martinez, Ubulibri (I libri bianchi), 1999. ISBN 9788877481894
- Luca Ronconi. La ricerca di un metodo. L’opera di un maestro raccontata da lui stesso al 6º Premio Europa per il Teatro a Taormina Arte, a cura di Franco Quadri e Alessandro Martinez, Ubulibri (I libri bianchi) 1999. ISBN 9788877481917
- Sur les traces de Pina-Tracing Pina's footsteps, a cura di Alessandro Martinez (traduttori: Bachelier S., Devalier F., Garkisch C), edito da Premio Europa per il Teatro, 2002. ISBN 9788890101403
- Sulle tracce di Pina Bausch. Pina Bausch, 8º Premio Europa per il Teatro - l’opera di un maestro raccontata a Taormina Arte, a cura di Franco Quadri e Alessandro Martinez, Ubulibri (I libri bianchi), 2003. ISBN 9788877482310
- La voie de Peter Brook-Peter Brook's journey, a cura di Alessandro Martinez e Georges Banu (traduttori: Tucciarelli C., Watkins B., Herbert I.), edito da Premio Europa per il Teatro, 2004. ISBN 9788890101410
- Lev Dodin. Le creuset d'un théatre nécessaire-The melting pot of an essential theatre, a cura di Alessandro Martinez (traduttori: Herbert I., Nantoi S., Zonina M.), edito da Premio Europa per il Teatro, 2005. ISBN 9788890101427
- Giorgio Strehler ou la passion Thèatrale-Giorgio Strehler or a passion for theatre, a cura di Alessandro Martinez (traduttori: Herbert I., Vachaumard M.), edito da Premio Europa per il Teatro, 2007. ISBN 9788890101496
- Patrice Chéreau, J'y arriverai un jour, in «Le Temps du théâtre», con Georges Banu e Clément Hervieu-Léger in collaborazione con Alessandro Martinez, Arles, 12º Premio Europa per il Teatro, Actes Sud, 2009. ISBN 9782742784035